# Phaeochrous dispar
Phaeochrous dispar là một loài bọ cánh cứng trong họ Hybosoridae. Loài này được Quedenfeldt miêu tả khoa học năm 1884.